# Gatinés
El Gatinés (Gâtinais, en francés) es un antiguo condado y una región natural de Francia que se extiende sobre el territorio de los departamentos de Loiret (región de Centre-Val de Loire), Sena y Marne y de Essonne (Ile-de-France) e Yonne (Borgoña-Franco Condado). El Gatinés se extiende entre el Sena y el Loira e incluye, en particular, las ciudades de Fontainebleau, Nemours, Montargis, Gien y Briare.
La región está tradicionalmente dividida entre el llamado Gatinés francés, que dependía del gobierno de la Isla de Francia durante el Antiguo Régimen, y el Gatinés orleanés, que dependía del gobierno de Orleans. El primero tenía como capital Nemours, el segundo Montargis.
Aunque la provincia perdió toda consistencia política durante la Revolución francesa, todavía da nombre a un parque natural regional, a varias localidades y a comunidades municipales.

Mapa de la provincia del Gatinés mostrando sus límites en el siglo XVIII y los límites de los municipios y los departamentos en la actualidad

## Etimología
El “pagus vastinensis”, nombre dado en los antiguos títulos latinos, proviene del latín vulgar vastinens, del francés antiguo gast, “tierra baldía”. Se cita hacia el año 638 cuando Dagoberto I, rey de los francos, regaló a la basílica de la señora Sainte-Colombe y al señor Saint Loup de Sens su villam Grandem campum in Gaustinensi.
Pero limitaríamos erróneamente esta expresión a un país vasto en el sentido de “vacío”, “inculto” y “desierto”; o, otro prejuicio común, un país con un suelo “gâté”, más o menos estéril. Estos dos aspectos son la definición clásica de gâtine.
Es tan válido, o incluso más válido, concebir este pagus vastinensis como la expresión de un vasto país, lo que se aplica a esta región donde los geógrafos del pasado contaban 22 ciudades y cuya administración se reparte entre cuatro departamentos (Essonne, Sena-et-Marne, Loiret y Yonne) y tres regiones (Borgoña-Franco-Condado, Centre-Val de Loire e Île de France); o, otra comprehensión igualmente acertada, la de “país devastado” o “devastado”, ya que se encuentra en el camino de numerosas invasiones y por tanto objeto de afrentas recurrentes.
El abad Crespin, párroco de Cepoy, consideró que el origen de esta designación debería tal vez ser el significado de “país devastado” tras las grandes invasiones de los siglos V y VI; como prueba el hecho de que, entre los cinco pagi adscritos a la ciudad de Sens (Sens, Melun, Provins. Étampes y el Gatinés), sólo este último no llevaría el nombre de una ciudad, lo que podría significar la inexistencia de ciudad alguna en el territorio correspondiente a la cuenca del Loing y sus afluentes.

## Geografía

### Extensión geográfica
Desde un punto de vista estrictamente geográfico, el Gatinés está delimitado:
- al norte, por la región natural de Hurepoix y el Sena;
- al este, por el Sena y la región natural de Brie;
- al sur, por la región natural de Puisaye y el bosque de Orleans;
- al oeste, por la región natural de Beauce.

La parte occidental de Gatinés, vecina de Beauce, se extiende sobre una gran meseta de piedra caliza. Su parte oriental, más montañosa, está formada por suelos calizos cubiertos de arcilla y arena. El norte de la región se encuentra sobre una meseta arenosa y arcillosa y sobre areniscas en el bosque de Fontainebleau.

### Extensión histórica
La capital histórica de Gatinés, hasta la creación de los gobiernos, fue Château-Landon. Posteriormente, las dos "capitales" fueron Montargis (para el Gatinés Orleanés) y Nemours (para el Gatinés francés).
En el siglo XVIII, Jean - Joseph Expilly precisó los límites de la provincia en su diccionario. El Gatinés francés está separado al norte de Brie por el Sena, mientras que al este limita con Champaña y al noroeste con Hurepoix. Incluye todo el bosque de Fontainebleau. El Gatinés orleanés está separada al sur de Berry por el Loira. También está rodeada por Hurepoix, Champaña, la región de Chartres y la propia Orleans.
Los distintos autores coinciden en general en que la parte denominada por conveniencia Gatinés orleanés correspondería aproximadamente al antiguo distrito de Montargis y a una fracción notable del distrito de Pithiviers. en el departamento de Loiret, mientras que la parte denominada Gatinés francés correspondería al distrito de Fontainebleau en el departamento de Sena y Marne.
Una parte del sur del departamento de Essonne, alrededor de Milly-la-Forêt, también pretende formar parte del Gatinés, mientras que algunos autores consideran que muchas de las comunas del noroeste del departamento de Yonne (Puisaye y todas las que vinieron bajo el arzobispado de Sens al oeste del río Yonne) como parte también de Gatinés. Sus límites naturales serían así el Sena al norte, el Yonne al este, el bosque de Orleans al sur y el Essonne al oeste.
Desde el 10 de abril de 1997, la nueva división administrativa del País del Gatinés reúne 81 municipios esencialmente rurales cuyo mapa corresponde aproximadamente al Gatinés montargués. Queda excluida la región de Bellegarde, así como una parte de la aglomeración de Montargis que está sujeta a un contrato de aglomeración.
La mayoría de los municipios del cantón de La Chapelle-la-Reine, a excepción de dos (Larchant y Recloses), se han unido en una comunidad de municipios la comunidad de municipios de Terres du Gâtinais.
Dieciséis municipios llevan hoy el nombre de Gâtinais, catorce en Loiret y dos en el sur de Sena y Marne (Maisoncelles-en-Gâtinais y Beaumont-du-Gâtinais). Feins-en-Gâtinais es el más meridional. Sin embargo, alrededor de Milly-la-Forêt. el parque natural regional francés de Gâtinais está aún más al norte (la comuna de Perthes también se llama comúnmente Perthes-en-Gâtinais).
Los límites geográficos del Gatinés han despertado un renovado interés desde principios de la década de 2000, y algunos grupos autónomos afirman ser del Gatinés francés (excluyendo la “Communauté de communes du Gâtinais français”).

## Historia
Durante la época gala y galorromana, el Gatinés, pagus Vastinensis. era una subdivisión del territorio de Sénon, limitado por el de los Carnutes (Chartres) al oeste y el de los Tricasses (Troyes) al este. Se extiende sobre ambas orillas del Loing y su ciudad principal es Château-Landon.
Durante la época carolingia, todavía con Château-Landon como centro, y un territorio delimitado por Châtillon-Coligny al este, Boiscommun al sur, Milly al oeste y Montereau al norte, Gatinés constituye uno de los cinco arcedianos pertenecientes a la archidiócesis de Sens. En 1068, el rey Felipe I introdujo el Gatinés en el dominio real francés. El rey Felipe Augusto traspasó las fronteras del bosque de Orleans, con la idea de convertirlo en un Infantazgo para su hijo.

## Arte y arquitectura
El patrimonio construido de Gatinés se compone esencialmente de estructuras pequeñas o medianas repartidas en numerosos municipios, principalmente edificios religiosos o partes de ellos. En el inventario de monumentos históricos figuran unas sesenta construcciones , entre ellas cinco castillos; una veintena de ellos están clasificados. Los sitios más notables son la ciudad medieval de Ferrières-en-Gâtinais , el castillo de la Motte en Château-Renard y el sitio galorromano de Sceaux-du-Gâtinais. Otros elementos de este patrimonio son menhires, casas, un molino, ruinas romanas, pulidores, etc.
Los complejos termales, santuarios y teatros galo- romanos, instrumentos de la política social de Roma en particular bajo los Antoninos (96-192) y los Severianos (193-235), se encuentran a menudo dispersos por el campo - a diferencia de la región mediterránea donde los teatros son principalmente urbanas. En Gâtinais, se encuentran especialmente a lo largo del Loing (punto de encuentro de los países Carnutes y Sénons) y de sus afluentes, y en particular en Sceaux-du-Gâtinais, Bouzy-la-Forêt, Bonnée, Triguères, Montbouy y quizás Ferrières-en-Gâtinais.

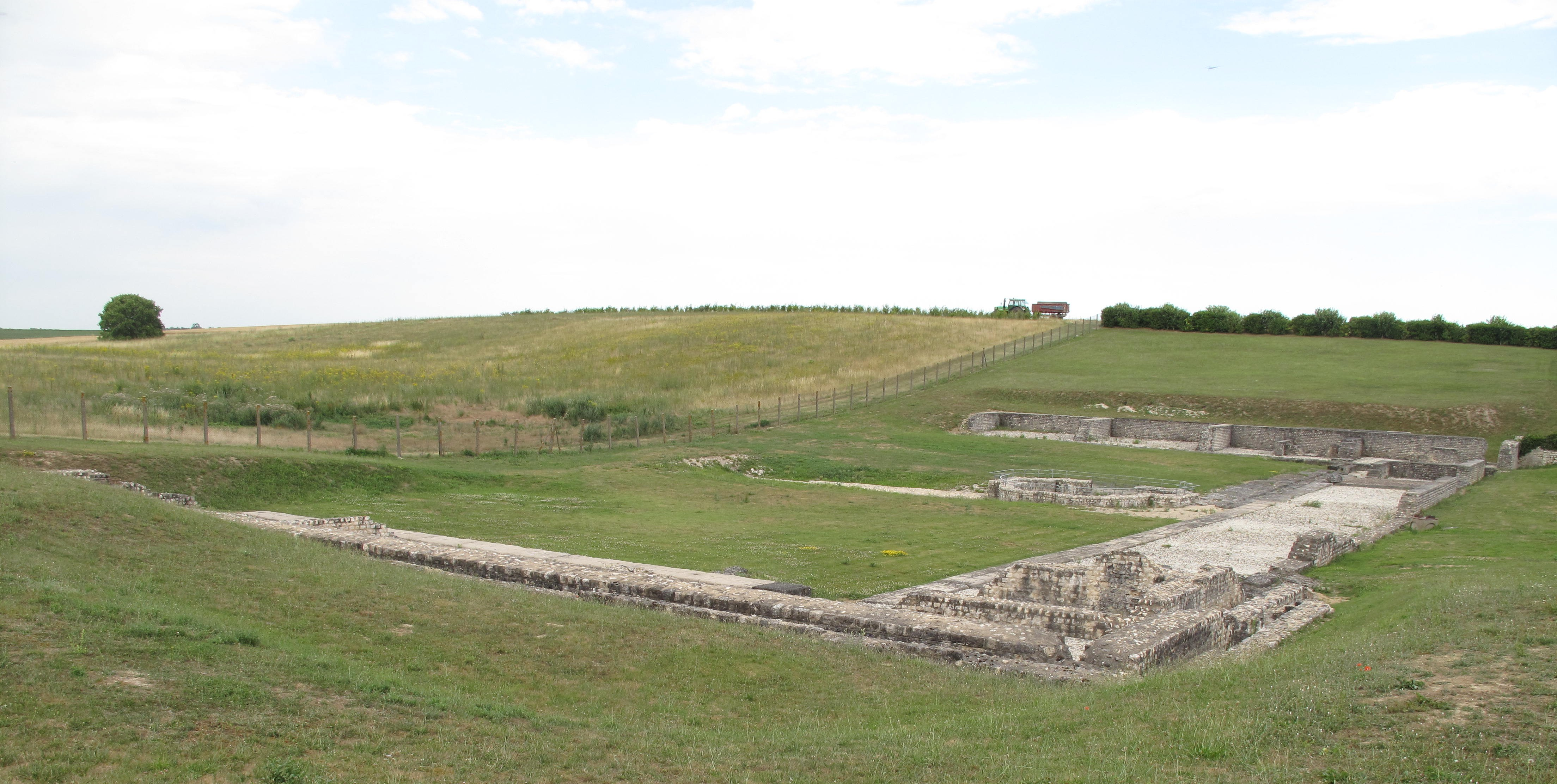
Lugar de culto de Aquis Segeste, Sceaux-du-Gâtinais.
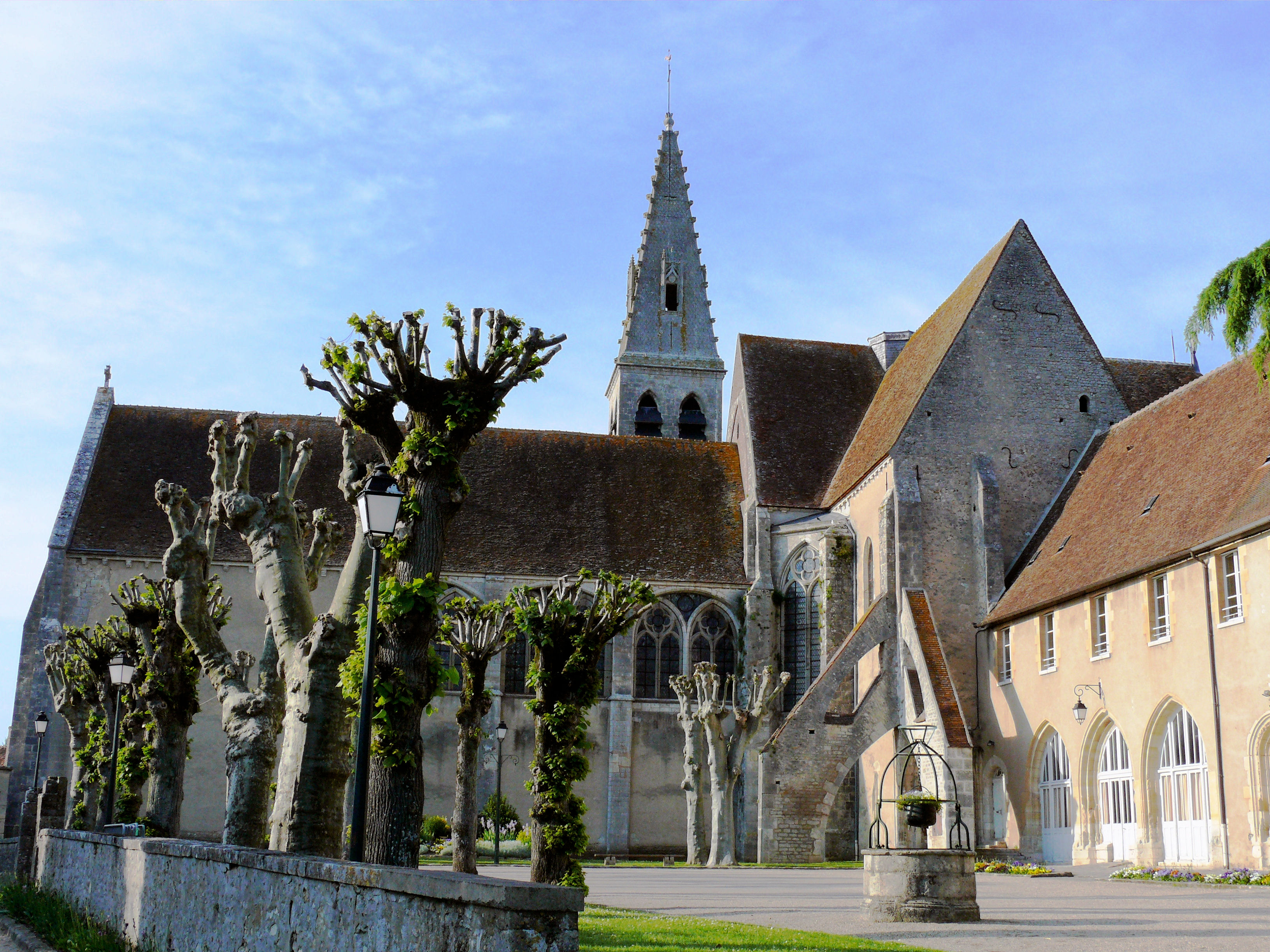
La abadía de Saint-Pierre-et-Saint-Paul, Ferrières-en-Gâtinais.
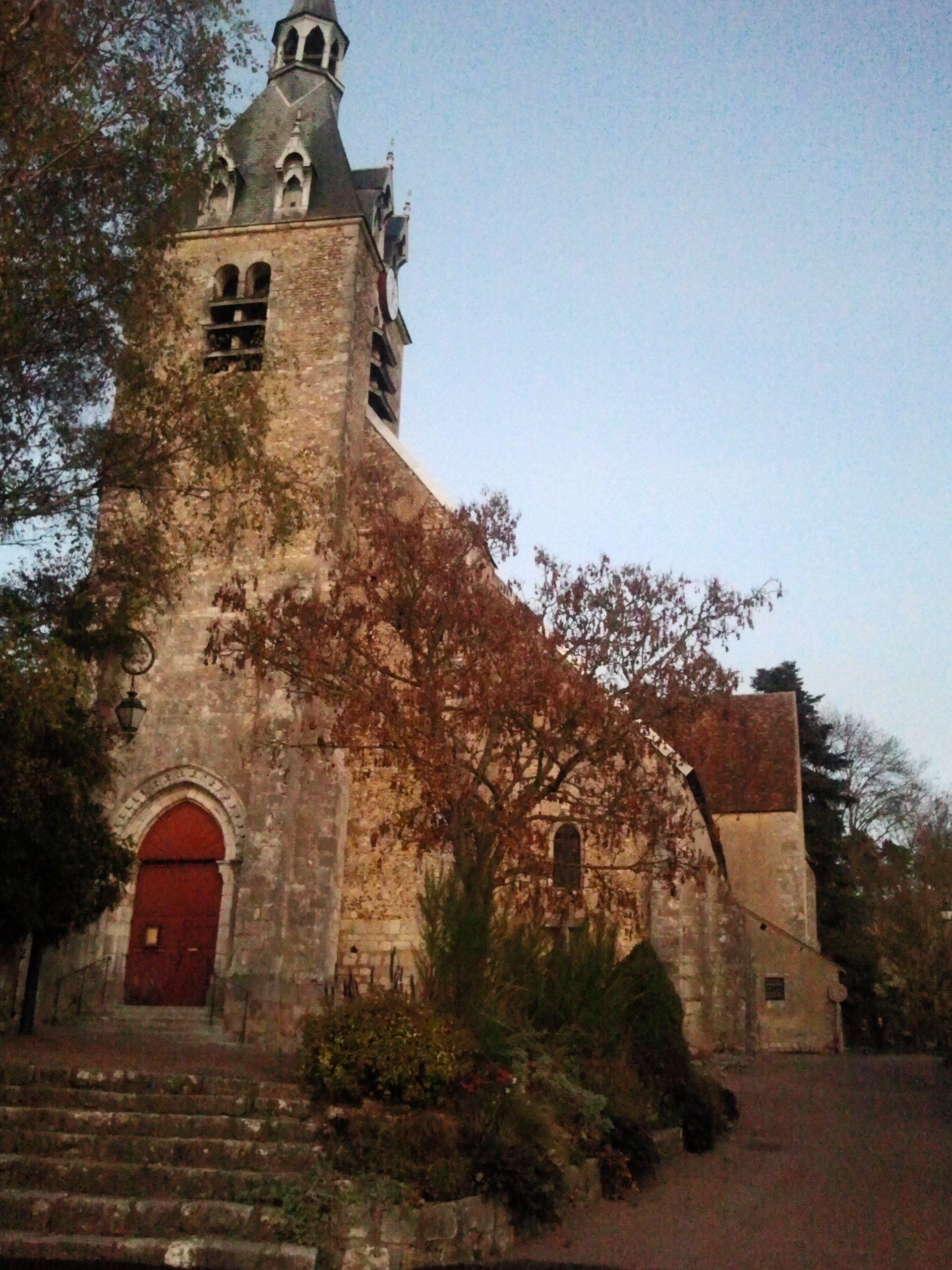
Iglesia de Saint-Étienne, Castillo-Renard
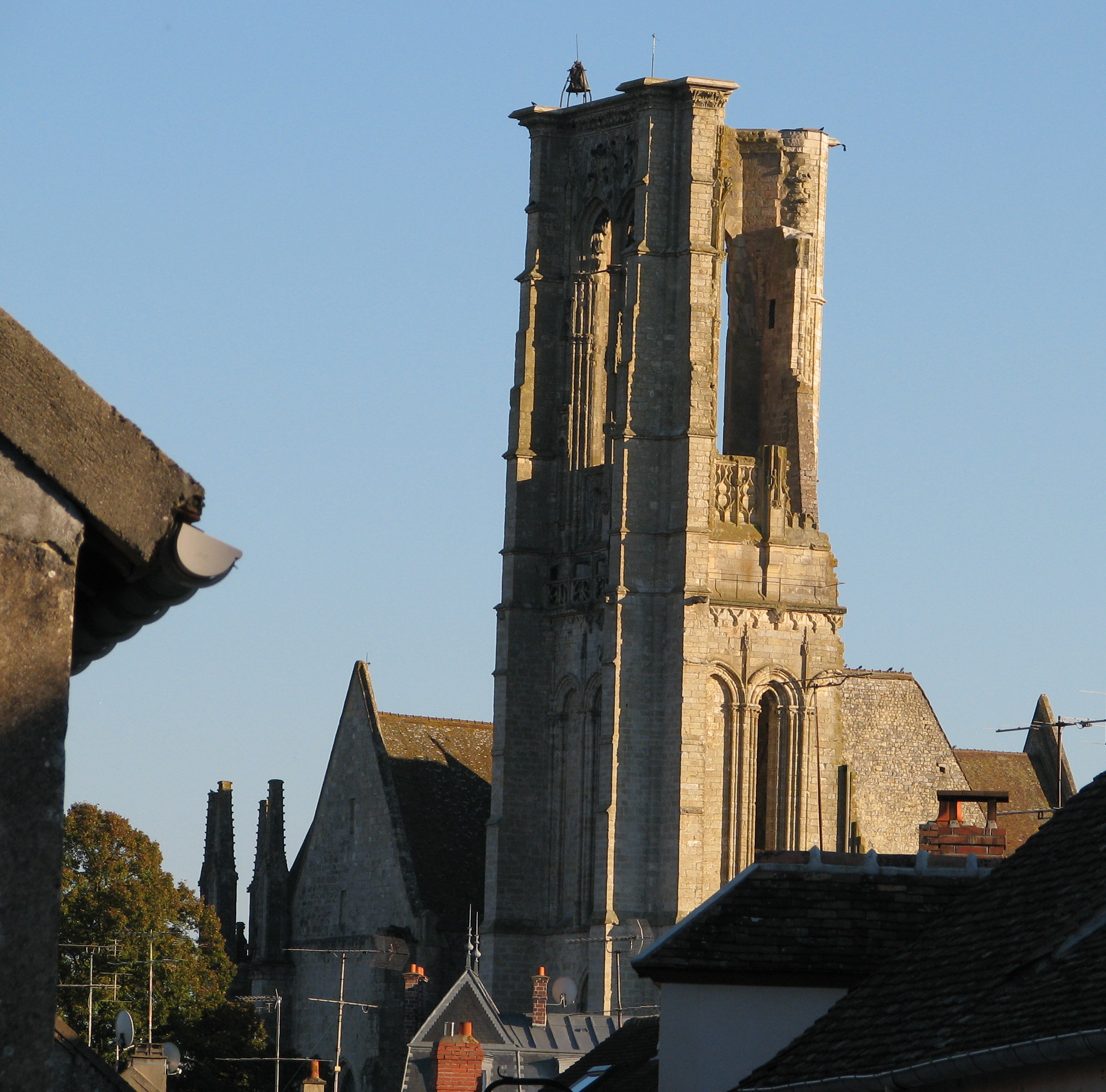
La Basílica de San Mathurin en Larchant.

## Especialidades
El Gatinés es famoso por su miel y su paté. El azafrán, una gran especialidad del Gatinés, experimenta actualmente un tímido resurgimiento bajo el impulso del Parque natural regional francés del Gatinés tras su progresiva desaparición de la région durante los tres últimos siglos.